# ハシキンメ
ハシキンメ（Gephyroberyx japonicus）は、キンメダイ目ヒウチダイ科に属する深海魚。本種に対して Gephyroberyx darwinii の学名を選択している資料もある。

## 分類
ヒウチダイ科の魚は、FishBaseによれば8属52種、日本で3属6種が知られている。
日本近海でみられる本種に関しては、文献により Gephyroberyx darwinii と Gephyroberyx japonicus の学名が使われている。
本種は東京市場に水揚げされた個体を、1883年にデーデルラインが新種記載した。属名の Gephyroberyx の gephyro は橋を、beryx はキンメダイを意味する。

## 名称
『図説 魚と貝の事典』では、漢字に「端金目」をあて、和名のハシキンメの由来については不詳としている。
『山溪カラー名鑑 日本の海水魚』で清水長は属名中の gephyro は橋の意であると記載している。
尼岡邦夫は、ハシキンメの名称は、学名の gephyro が橋、beryx がキンメダイを意味することに由来し、背びれの棘部の形が橋を連想させると述べている。また「端金目」の表記は誤りであると思われると述べ、「橋金目」の漢字表記をあげている。
和名のハシキンメは、属名の Gephyroberyx を直訳したものとされ、gephyro は「橋」を、beryx は「キンメダイ」を意味し、1913年にジョルダンらによって提唱されたという。
藤原昌高は、高木正人著『全日本及び周辺地域に於ける魚の地方名』（1970年、国立国会図書館書誌ID:000001339819）にハシキンメは神奈川県江ノ島での呼び名とあることから、「嘴金目」、つまり口が大きいキンメダイという意味ではないかという説を唱えている。
高知では「オタフク」、「ヨロイウオ」の別称がある。静岡県沼津市では本種を「ゴソ」、ヒウチダイ、マルヒウチダイを「アブラゴソ」と呼ぶ。　

## 分布
青森県より南、茨城県から土佐湾にかけての太平洋沿岸、長崎県五島灘より南の東シナ海大陸棚縁辺から斜面上部、九州・パラオ海嶺、天皇海山列、台湾に分布する。
水深150から700メートルの海底に棲み、夜間には浮上する。

## 特徴
ヒウチダイ科の魚ではもっとも大きくなり、体長は20センチメートルを超える。東シナ海で漁獲されるものは最大で35センチメートルほどになる。ヒウチダイ科の魚には発光器をもつ種があるが、本種はもたない。
体は側扁し、頭が大きく、頭部表面は骨質隆起に富み、吻端に前向きの小棘がある。前鰓蓋骨の隅角部に長くて強い棘がある。口腔・鰓腔内は黒色をしている。腹びれから肛門までの腹縁に強い棘を備えた鱗が連なっている。背びれの棘部と軟条部の間に欠刻がある。
体の背側は橙紅色で、腹部は淡く、ひれは紅色をしている。鱗ははがれにくい。

## 利用
食用であり、底引網で漁獲される。定置網にかかることもある。美味であるが水揚げ量は少なく、主に産地周辺で消費される。